# Sofia

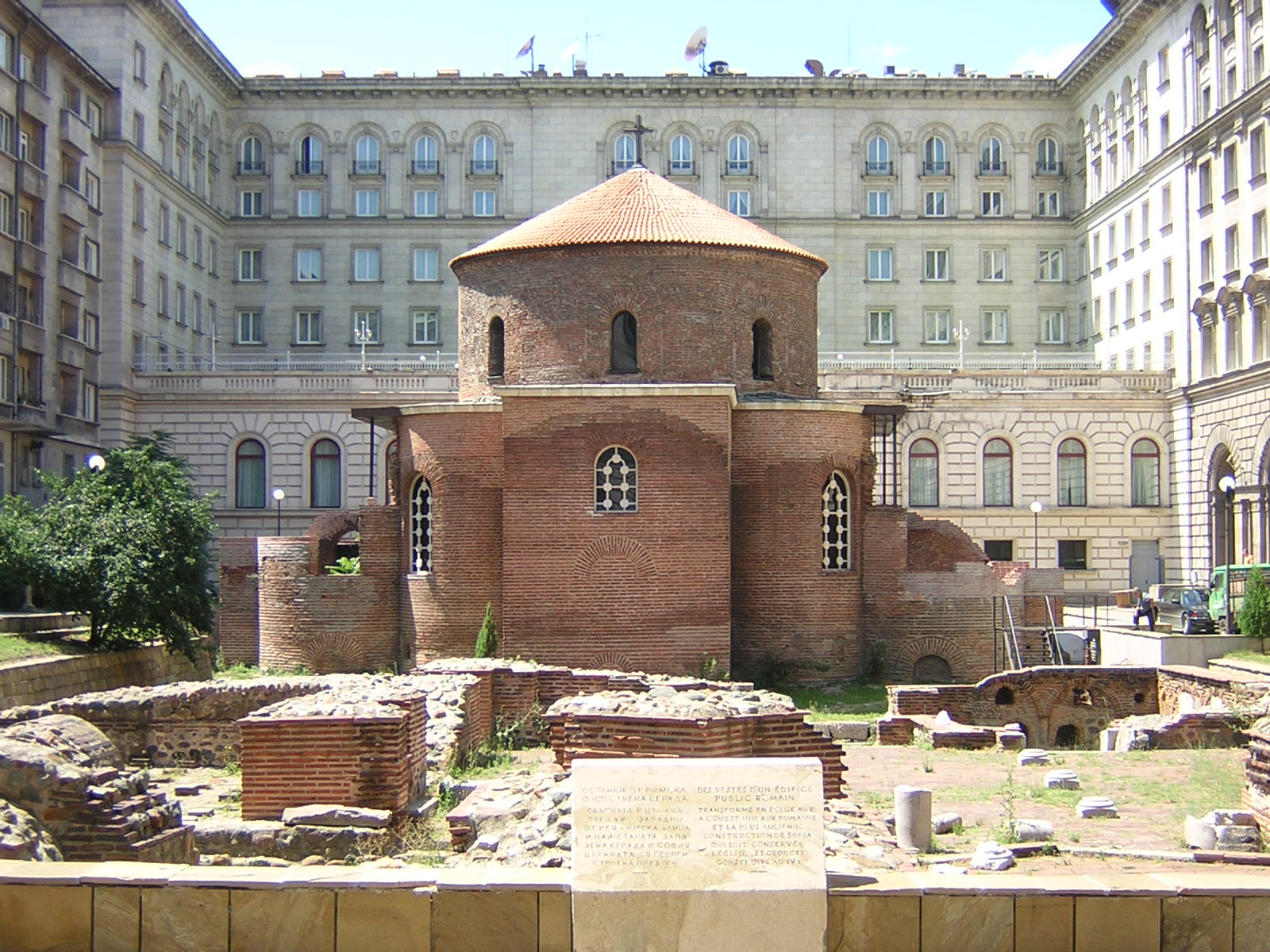
Rotunda św. Jerzego

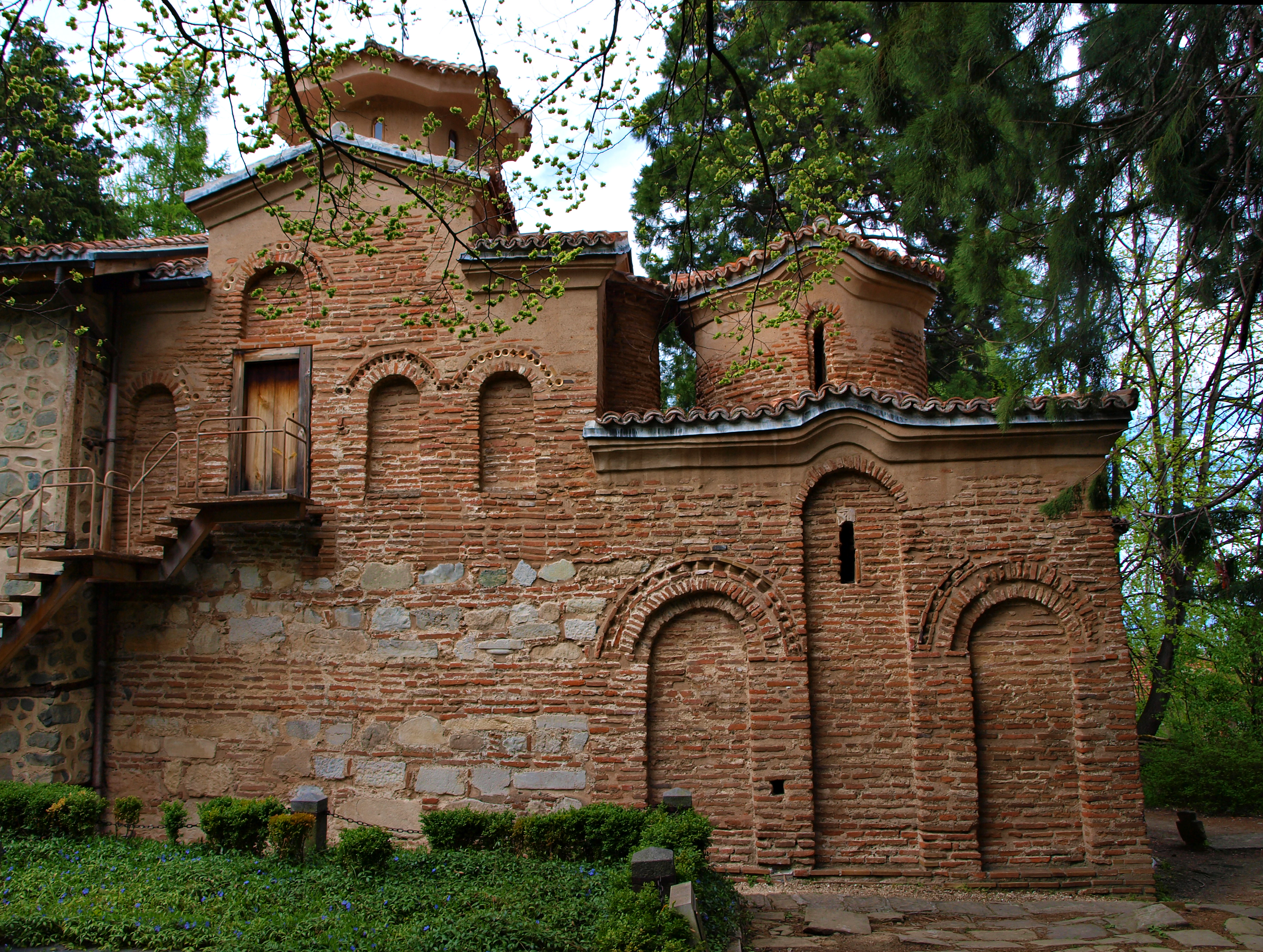
Cerkiew Bojańska

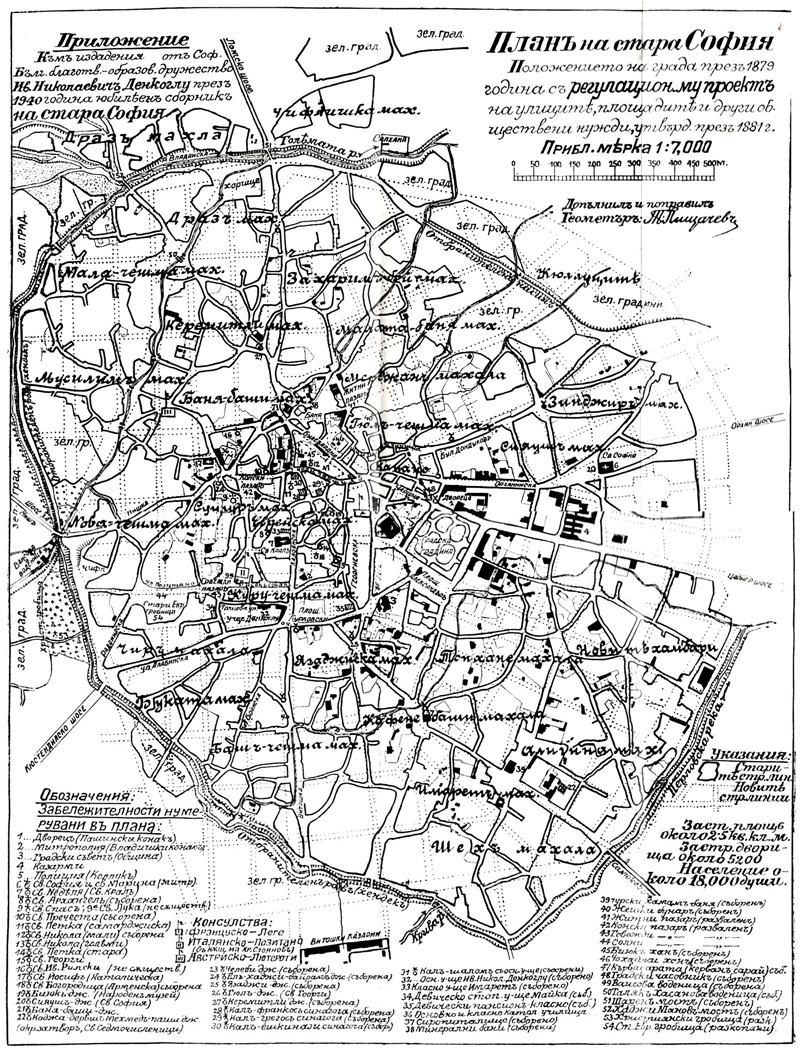
Sofia osomańska (1879) i plan urbanistyczny z roku 1881

Sobór Aleksandra Newskiego

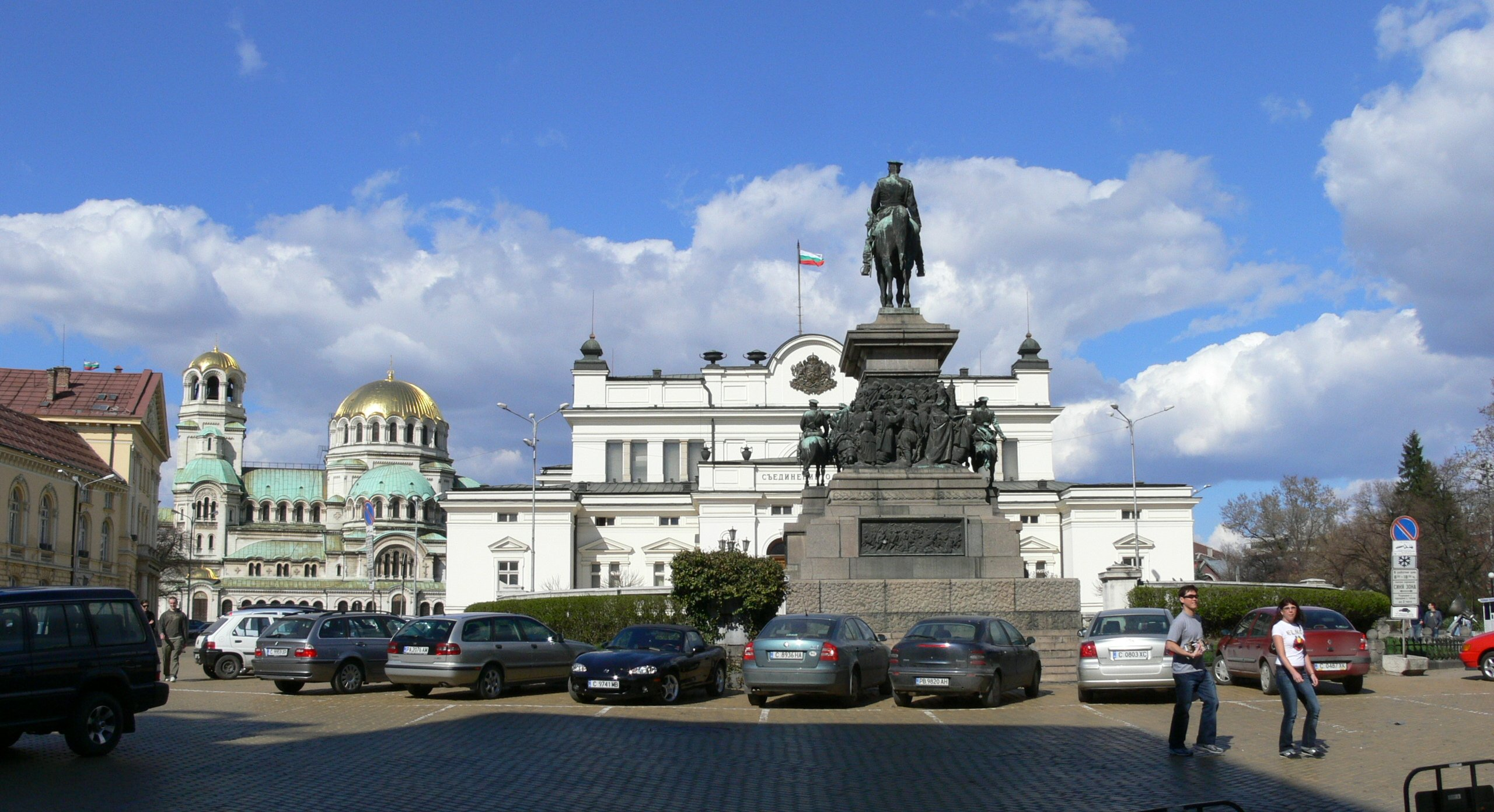
Pomnik cara Aleksandra II na tle parlamentu

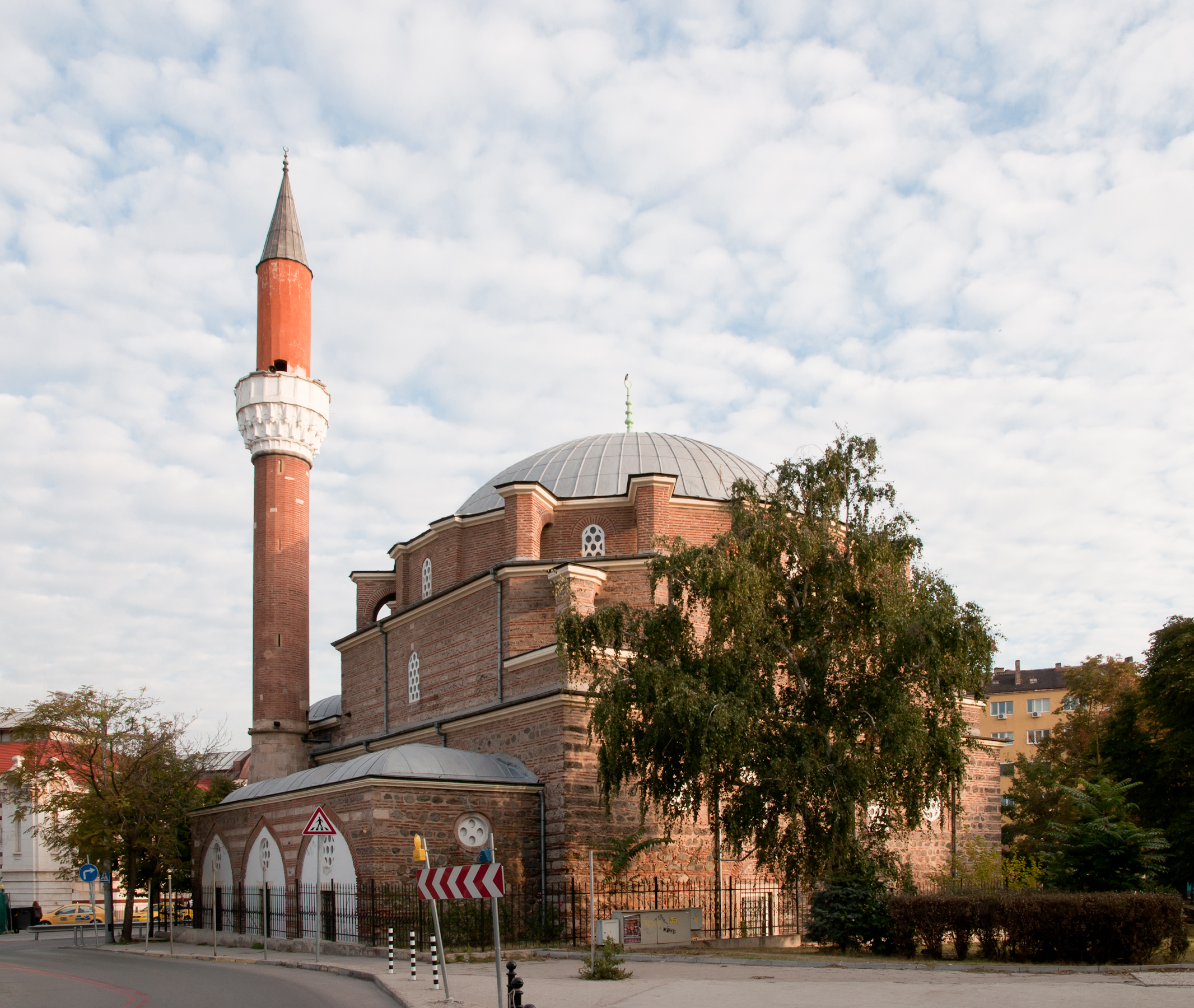
Meczet Banja Baszi („Piątkowy”)

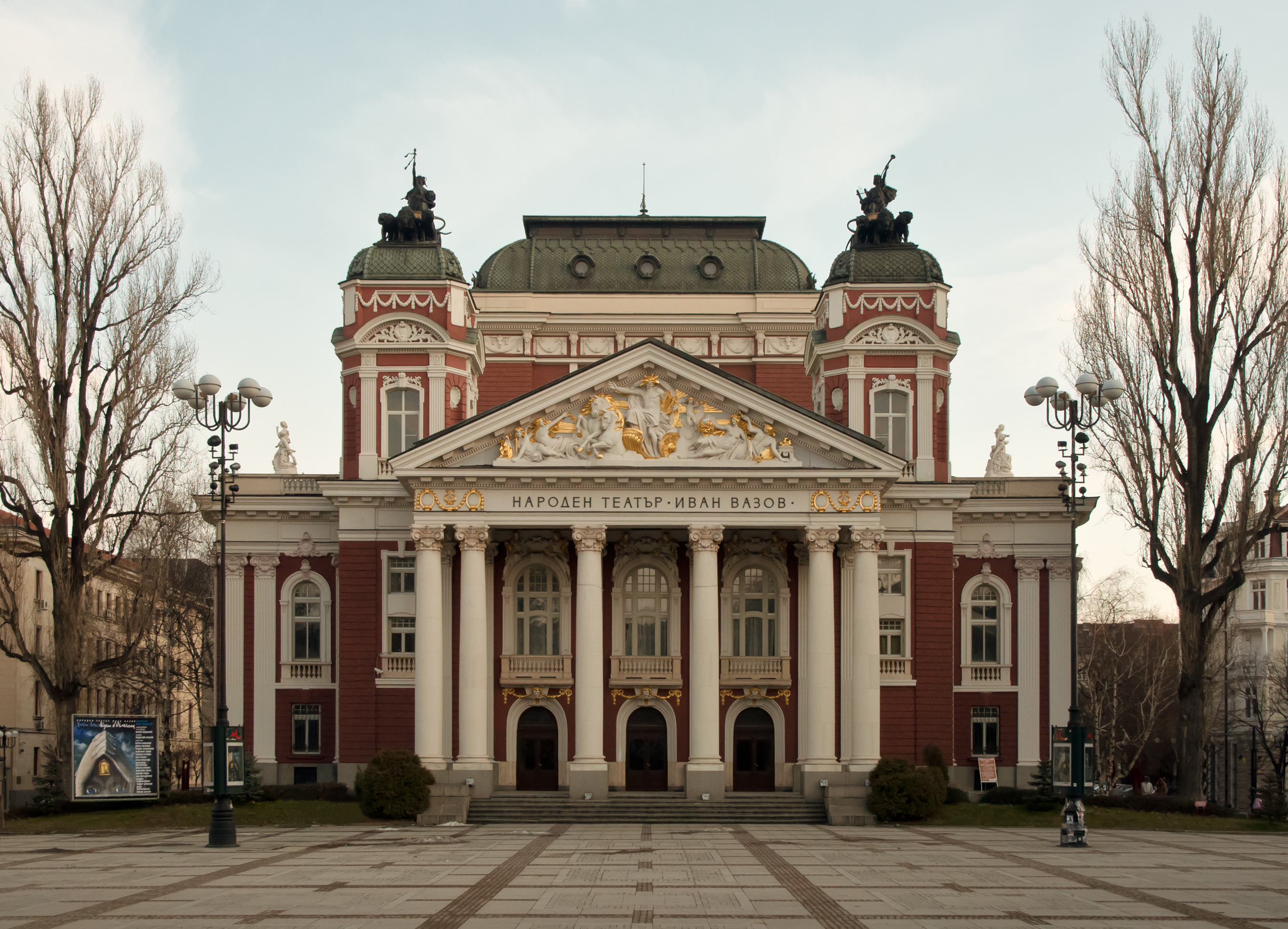
Teatr Narodowy

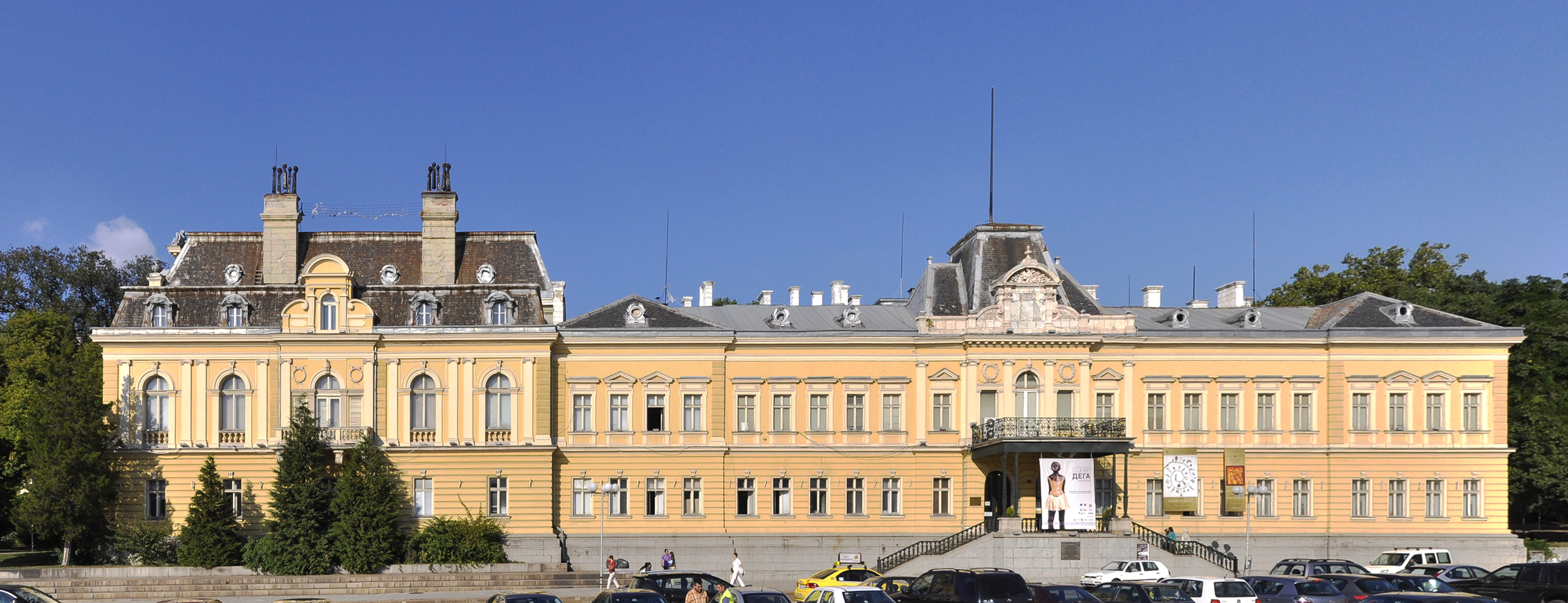
Pałac Carski (Galeria Narodowa)

Sofia (bułg. София; sofia z gr. σοφία znaczy również „mądrość”) – stolica i największe miasto Bułgarii. Położona w zachodniej części Bułgarii,
w śródgórskiej kotlinie, u stóp masywu Witoszy. Miasto leży nad rzeką Bojanską, która jest lewym dopływem rzeki Iskyr. Sofia stanowi wydzielony obwód miejski, jest ponadto ośrodkiem administracyjnym obwodu sofijskiego.
Według danych szacunkowych Ujednoliconego Systemu Ewidencji Ludności oraz Usług Administracyjnych dla Ludności, 15 września 2023 roku miejscowość liczyła 1 278 031 mieszkańców.

## Historia
- Podbita przez Rzymian, nazywana wówczas Serdica (bułg. Сердика).
- Od 808 – w granicach Bułgarii.
- Od końca XIV wieku pod władaniem tureckim.
- W 1879 Sofia zostaje stolicą państwa bułgarskiego.

### Starożytność
Sofia była tracką osadą o nazwie Serdika, która pochodziła od trackiego plemienia Serdów. Około 500 r. p.n.e. w regionie osiedliło się inne plemię, Odryzów, które miało swojego króla. Przez krótki okres w czasie IV w. p.n.e. miasto było w posiadaniu Filipa Macedońskiego i jego syna, Aleksandra Wielkiego.
Około 29 roku n.e. Sofia została podbita przez Rzymian i jej nazwę zmieniono na Ulpia Serdica, zaś w 46 roku n.e. znalazła się w granicach nowej prowincji rzymskiej Mezja. W I wieku Rzymianie zbudowali przebiegającą przez Serdicę drogę Via Militaris (Via Diagonalis) biegnącą z Konstantynopola przez Edirne, Płowdiw, Niš do Belgradu.
Pierwsza pisana wzmianka o Serdice pojawia się u Ptolemeusza ok. roku 100 n.e.
W 106 Serdica decyzją cesarza Trajana stała się municipium, czyli centrum administracji lokalnej. Dzięki temu miasto rozrastało się w miarę budowy wież, murów obronnych, łaźni publicznych i innych świeckich i religijnych budowli. Powstał także wielki amfiteatr zwany Buleterionem. Utworzoną w 271 roku przez cesarza Aureliana prowincję Dacia Aureliana ze stolicą w Serdice, cesarz Dioklecjan podzielił na dwie części, Dacia Ripensis (Nadbrzeżna) na północy leżącą wzdłuż brzegu Dunaju i Dacia Mediterranea (Wewnętrzna) nieco bardziej na południu, stolicą tej drugiej stała się Serdica. Miasto rozwijało się przez 150 lat, a cesarz Konstantyn Wielki nazywał ją „swoim Rzymem”.
Miasto zostało zniszczone przez Hunów w roku 447, a potem, odbudowane przez Justyniana, zmieniło nazwę na Triadica.

### Średniowiecze
W czasie istnienia Pierwszego państwa bułgarskiego (681-1018) ze stolicą w Plisce i Presławiu miasto początkowo wchodziło w skład Cesarstwa Bizantyjskiego ze stolicą w Konstantynopolu. Dopiero w 809 roku po długim oblężeniu zdobył je bułgarski chan Krum i przyłączył do swojego państwa. Na krótko odbił je bizantyjski cesarz Nicefor I, jednak wkrótce ponownie opanował je Krum. Miasto było wtedy nazywane przez Słowian Sredec (środek) i nazwa ta była używana do 1879 roku, gdy oficjalnie wybrano obecną nazwę. Po zdobyciu północno-wschodniej Bułgarii przez armię cesarza bizantyjskiego Jana I w roku 971, bułgarski patriarcha Damian obrał sobie miasto na swoją siedzibę. W X wieku było przypuszczalnie siedzibą komity Mikołaja i państwa bułgarskiej dynastii Komitopuli. Przed 1018 rokiem miasto zostało zdobyte przez bizantyjskiego cesarza Bazylego II Bułgarobójcy i na prawie 200 lat przyłączone do Cesarstwa Bizantyjskiego. W 1183 roku ziemie Cesarstwa od Belgradu po Sofię spustoszyli Węgrzy i Serbowie.
W 1190 i 1193 toczyły się walki o miasto podczas Powstania Piotra i Asena, po zakończeniu którego zostało ponownie włączone do znajdującego się pod panowaniem cara Asena I tzw. Drugiego państwa bułgarskiego. Pomimo tego, że stolicą było Tyrnowo, to Sredec/Sofia od XII do XIV w. była znaczącym centrum handlu i rzemiosła. W 1376 roku miasto pierwszy raz zostało wzmiankowane jako Sofia, jednak wcześniejszej słowiańskiej nazwy Sredec używano jeszcze oficjalnie do połowy XIX wieku.

### Panowanie osmańskie
W 1382 roku miasto zostało zdobyte przez sułtana osmańskiego Murada I. W 1392 roku stało się stolicą Sandżaku Sofii leżącej na terenie Ejaletu Rumelii. W 1443-1444 polski król Władysław Warneńczyk, podjął nieudaną, fatalną dla siebie, wyprawę przeciwko Turcji i w jej trakcie zajął miasto w dniu 1 grudnia 1443 roku. Po klęsce pod Warną chrześcijańska elita Sofii została unicestwiona, a miasto stało się stolicą osmańskiej prowincji Rumelii. W 1573 roku mieszkało tu 1017 muzułmanów, 257 chrześcijan, 127 żydów i 38 typu romskiego. Sofia pozostawała w rękach Turków osmańskich przez ponad 400 lat, co zachęciło ludność turecką do osiedlania się w Sofii. Miasto zmieniło swój wygląd i przybrało zdecydowany rys orientalny.

### Wolna Bułgaria
Panowanie Imperium Osmańskiego zakończyło się, gdy wojska rosyjskie wkroczyły do miasta 4 stycznia 1878 roku podczas wojny rosyjsko-tureckiej. W 1878 roku zawarto traktat w San Stefano, a następnie Traktat berliński, po którego ratyfikacji powstało Księstwo Bułgarii. Stosownie do propozycji wysuniętej przez Marina Drinowa, stolicę kraju przeniesiono z Tyrnowa do Sofii. To zależne od Turcji państwo w 1908 roku po ogłoszeniu deklaracji niepodległości stało się Carstwem Bułgarii.
W czasie II wojny światowej Bułgaria była sprzymierzeńcem nazistowskich Niemiec, co doprowadziło do kilkunastu ciężkich bombardowań alianckich w latach 1943–1944, w wyniku których zginęły 1374 osoby i zniszczono całkowicie 2670 budynków. Bułgaria została zdobyta przez armię sowiecką i po II wojnie światowej Sofia stała się stolicą komunistycznej Ludowej Republiki Bułgarii.
Po roku 1989 Bułgaria stała się państwem wolnym od wpływów sowieckich, a w roku 2007 przystąpiła do Unii Europejskiej.

## Zabytki i turystyka
- Cerkiew Bojańska (Боянска църква), X w.
- Cerkiew Mądrości Bożej (Света София), VI w., częściowa rekonstrukcja z XX wieku
- Rotunda św. Jerzego (Свети Георги), IV w., początkowo rzymska świątynia, przebudowana w X wieku, od XVI do XIX wieku meczet, dziś cerkiew-muzeum
- Cerkiew św. Petki Samardżijskiej (Света Петка Самарджийска), XIV w.
- Meczet Bania Baszi Dżamija (XVI w.), funkcjonujący
- Meczet Bujuk Dżamija (XV w.), obecnie muzeum historyczne
- Cerkiew Świętych Siedmoczislenników, dawny meczet Kara Camii z 1528 r., przebudowany na cerkiew w 1902 r.
- Cerkiew Świętej Niedzieli (Света Неделя) z lat 1856–1863
- Sobór św. Aleksandra Newskiego (Св. Александър Невски) z lat 1904–1912
- Cerkiew rosyjska św. Mikołaja (Свети Николай), 1912-1914
- Cerkiew św. Mikołaja Sofijskiego z 1900 roku
- Centralna Łaźnia Mineralna (Tsentralna mineralna banya) z 1908 r.
- Teatr Narodowy im. Iwana Wazowa z 1906 r., proj. biuro projektowe Fellner & Helmer
- Centralny Klub Wojskowy z lat 1883–1903, styl neorenesansowy
- Narodowa Galeria Sztuki (Nacionalna chudożestwena galerija) w dawnym pałacu carów bułgarskich z 1878 r., styl neorenesansowy
- Narodowa Galeria Sztuki Obcej (Nacionalna galerija za czużdestranno iskustwo) z 1882 r., styl neoklasycystyczny
- Pałac Vrana – letnia rezydencja królewska z 1914 roku położona na południowy wschód od miasta
- Synagoga z 1909 roku
- Budynek Narodowej Opery i Baletu z 1947 r., neoklasycyzm
- Stara stena, pozostałości murów tureckich z XVI w.
- Grobowiec księcia Aleksandra I Battenberga z 1897 r., styl eklektyczny
- Biblioteka Narodowa śś. Cyryla i Metodego z 1940 r., neoklasycyzm
- Largo, zespół budynków z 1950 roku w stylu socrealistycznym
- Bulwar Witosza
- Muzeum Narodowe Ziemia i Człowiek
- Narodowe Muzeum Historyczne w Sofii

## Klimat
| Miesiąc                             | Sty  | Lut  | Mar  | Kwi  | Maj  | Cze  | Lip  | Sie  | Wrz  | Paź  | Lis  | Gru  | Roczna |
| ----------------------------------- | ---- | ---- | ---- | ---- | ---- | ---- | ---- | ---- | ---- | ---- | ---- | ---- | ------ |
| Średnie temperatury w dzień [°C]    | 2.9  | 5.4  | 10.4 | 15.8 | 20.6 | 24.4 | 27.0 | 27.2 | 23.0 | 17.1 | 9.6  | 4.4  | 15,7   |
| Średnie dobowe temperatury [°C]     | -1.4 | 0.6  | 4.9  | 10.0 | 14.7 | 18.2 | 20.5 | 20.3 | 16.3 | 11.0 | 4.9  | 0.4  | 10,1   |
| Średnie temperatury w nocy [°C]     | -5.0 | -3.6 | 0.0  | 4.5  | 9.0  | 12.3 | 14.0 | 13.8 | 10.2 | 5.7  | 0.9  | -3.1 | 5,0    |
| Opady [mm]                          | 29.7 | 31.8 | 40.8 | 76.8 | 70.5 | 72.0 | 68.6 | 56.7 | 36.9 | 42.8 | 54.2 | 41.1 | 622    |
| Średnia liczba dni z opadami        | 9.1  | 8.9  | 9.9  | 13.3 | 13.4 | 12.6 | 9.4  | 8.2  | 7.2  | 7.5  | 9.9  | 10.3 | 119    |
| Średnie usłonecznienie [h]          | 74   | 98   | 136  | 170  | 211  | 242  | 286  | 272  | 216  | 170  | 96   | 64   | 2035   |
| Źródło: climatebase.ru (od 2000 r.) |      |      |      |      |      |      |      |      |      |      |      |      |        |

## Demografia
Liczba mieszkańców

## Transport
- Metro w Sofii
- Tramwaje w Sofii

Główną stacją kolejową miasta jest Sofia Centralna.

## Sport
Miasto gościło uczestników zarówno letniej, jak i zimowej uniwersjady. W 1961 oraz 1977 odbyły się zawody letnie, a w 1983 oraz 1989 zimowe. Sofia była kandydatem do organizacji zimowych igrzysk olimpijskich w 1992, 1994 oraz 2014, jednak odpadła w ostatnim w 1992 i dwa razy w pierwszym etapie wyboru.

### Kluby sportowe
- Lewski Sofia – klub piłkarski oraz siatkarski
- CSKA Sofia – klub piłkarski
- Łokomotiw Sofia – klub piłkarski
- Slavia Sofia – klub piłkarski

## Miasta partnerskie
| - Algier - Ankara - Berlin - Bratysława - Bruksela - Budapeszt - Bukareszt - Bursa - Erywań - Helsinki - Kahramanmaraş - Karlovac - Kijów | - Londyn - Madryt - Mediolan - Moskwa - Paryż - Petersburg - Pittsburgh - Praga - Salala - Tel Awiw-Jafa - Tirana - Warszawa |

## Galeria

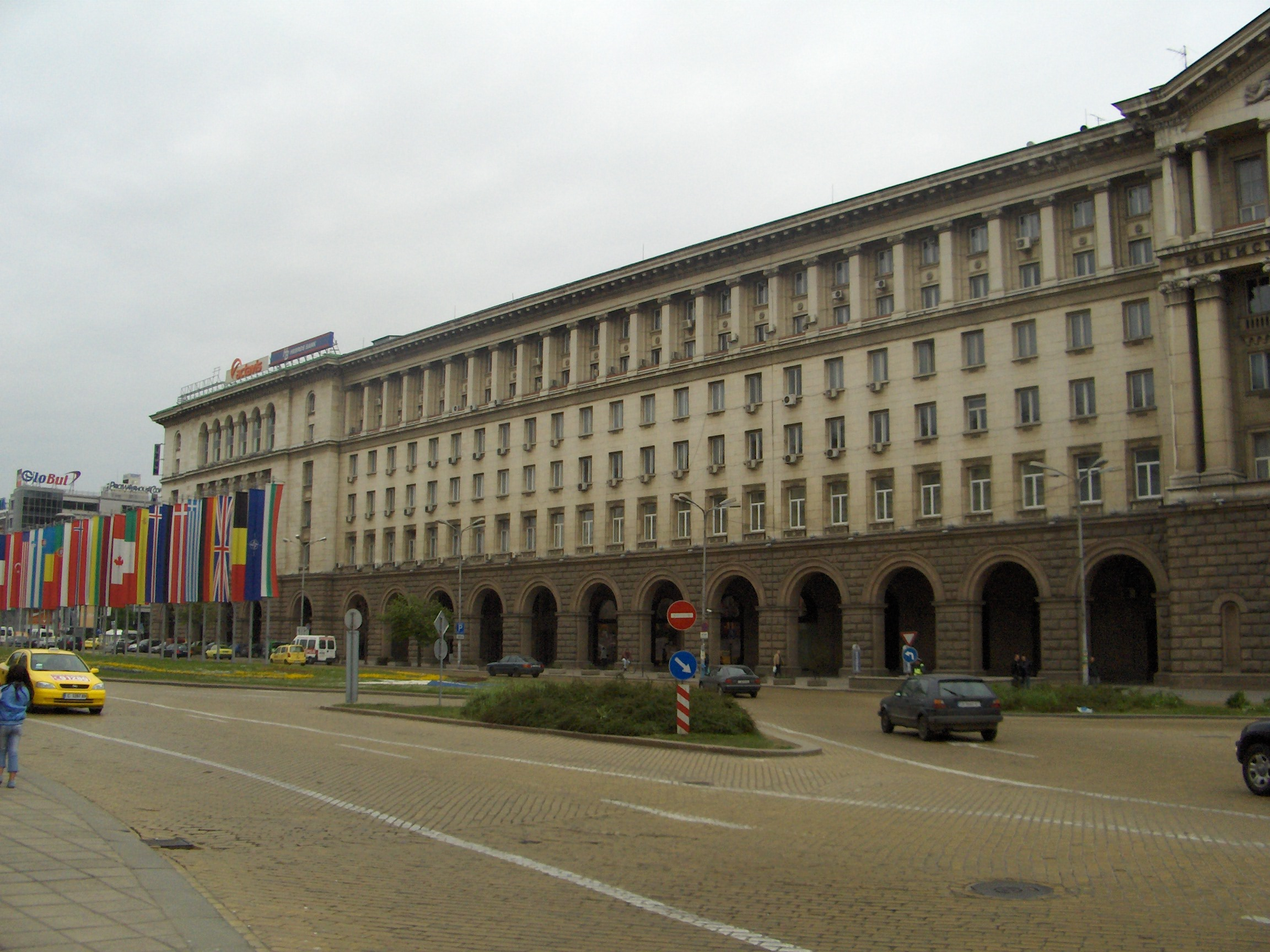
Budynek Rady Ministrów
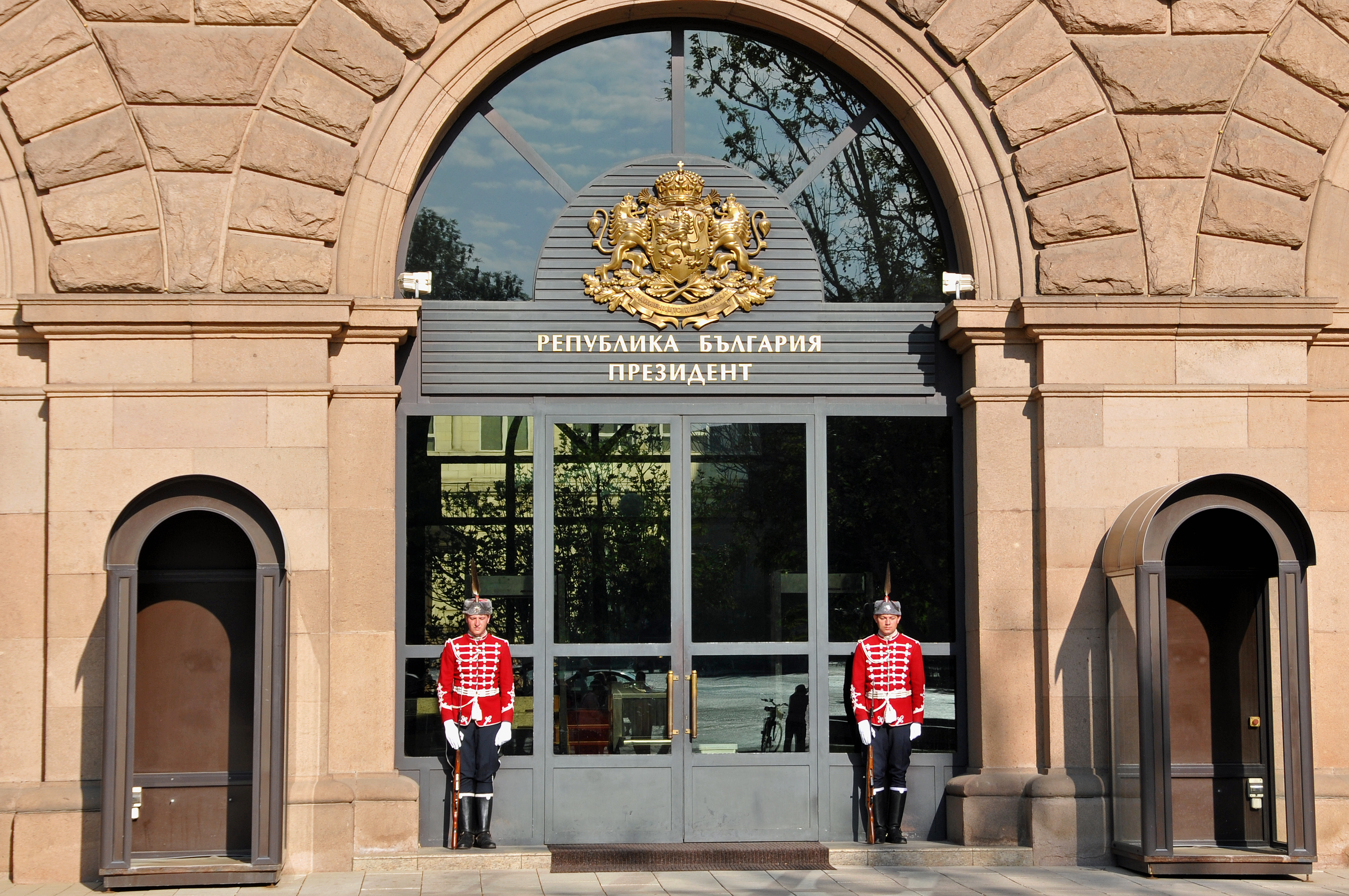
Pałac prezydencki
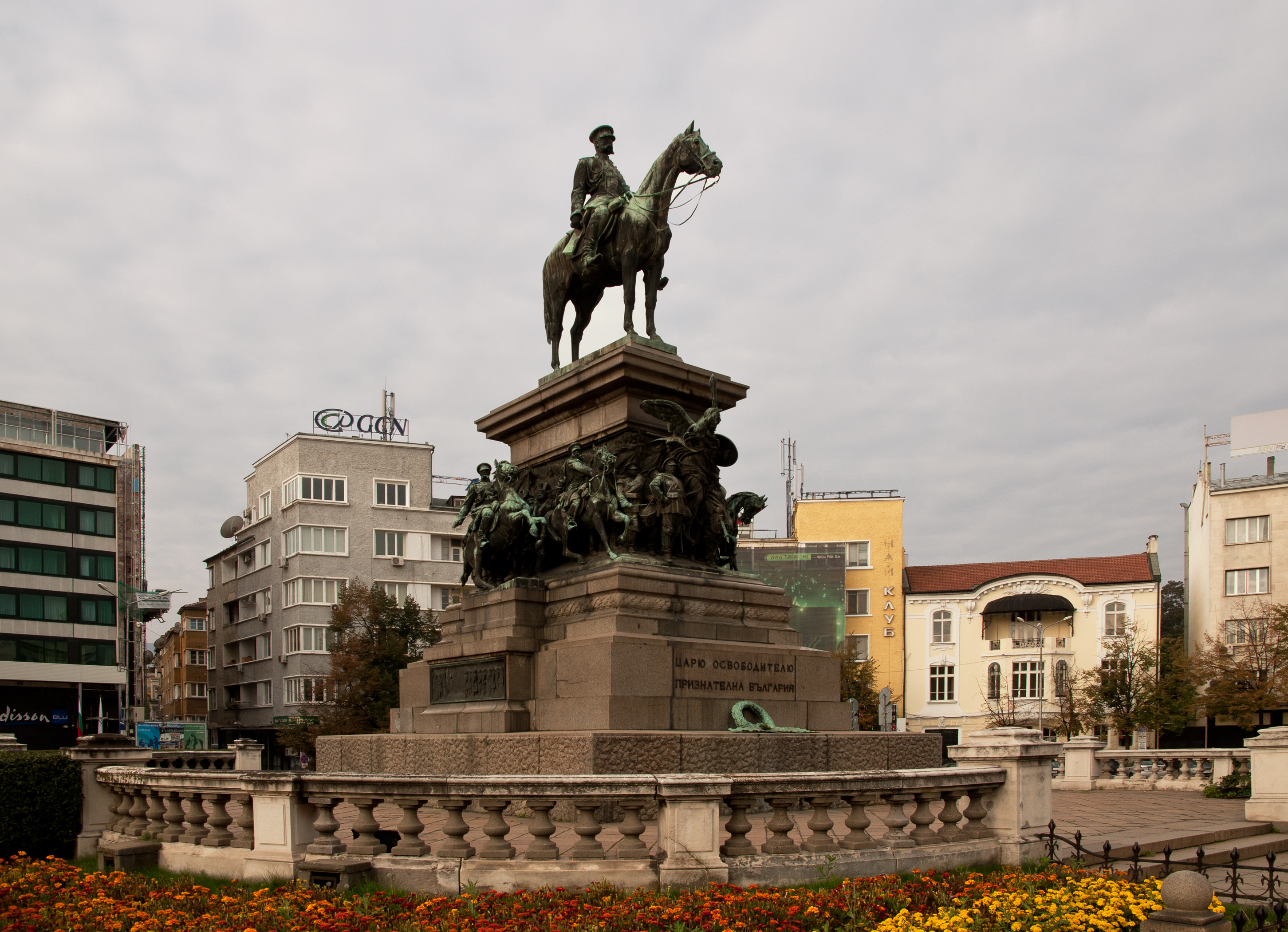
Pomnik Aleksandra II
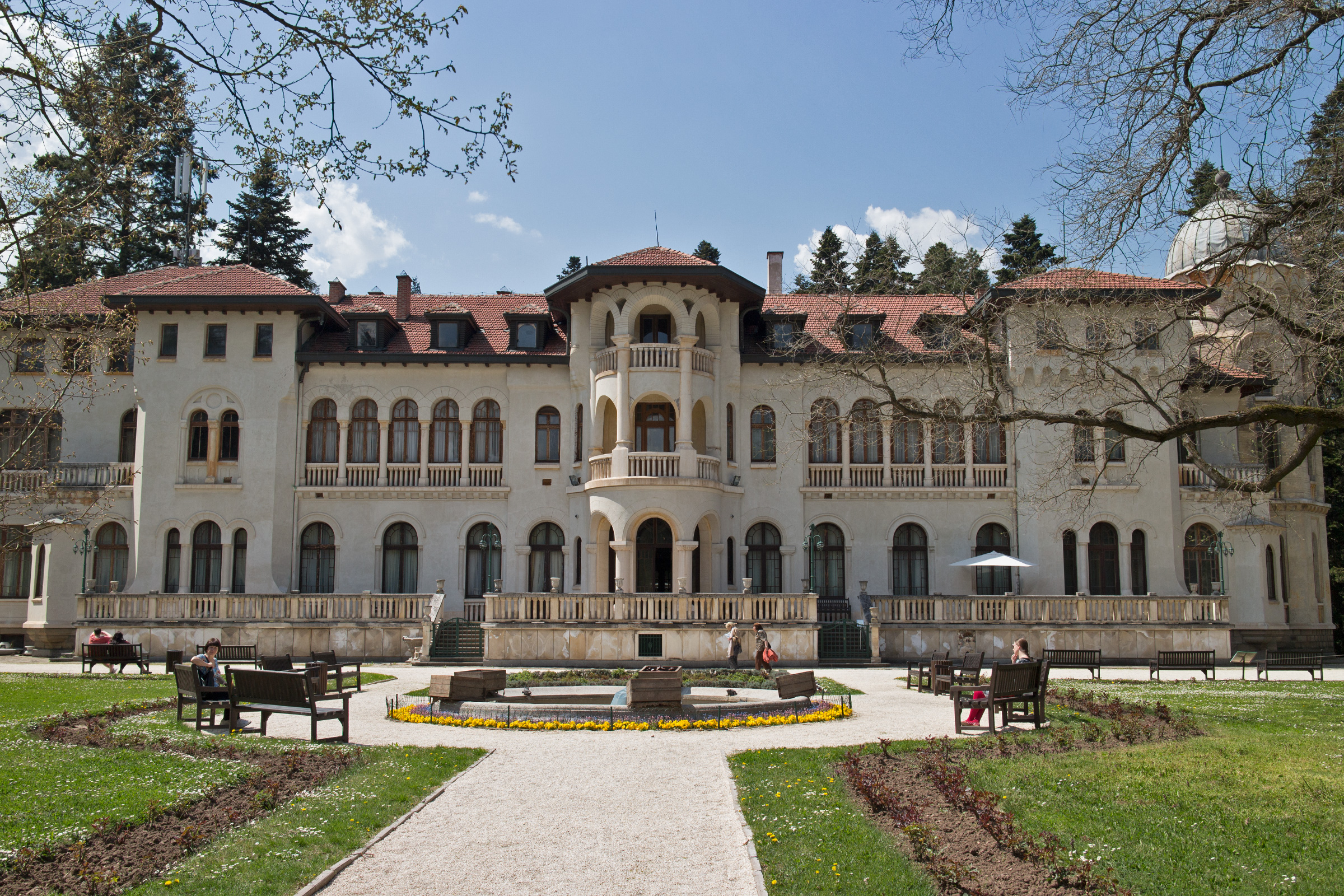
Pałac Wrana
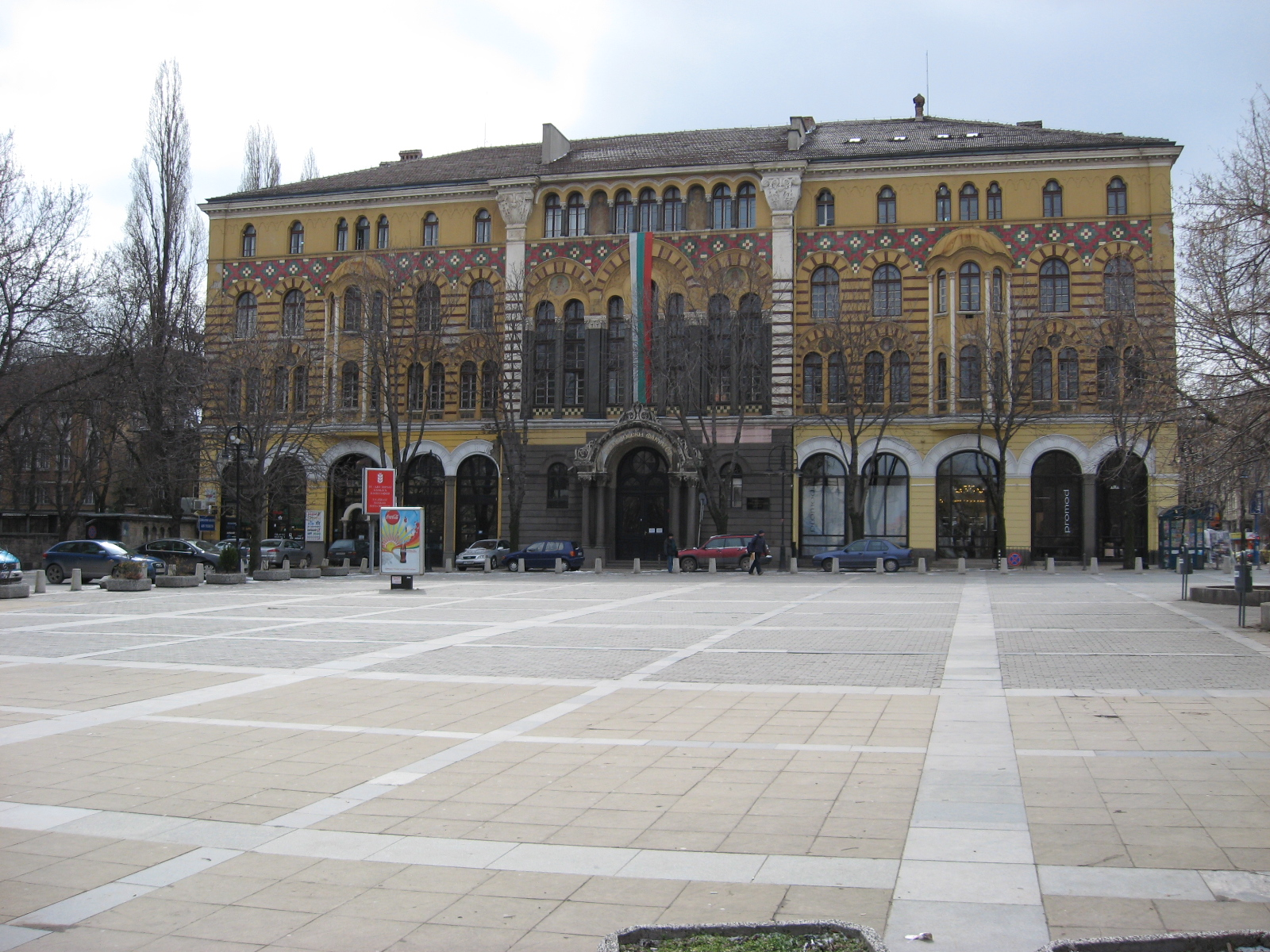
Wydział teologii
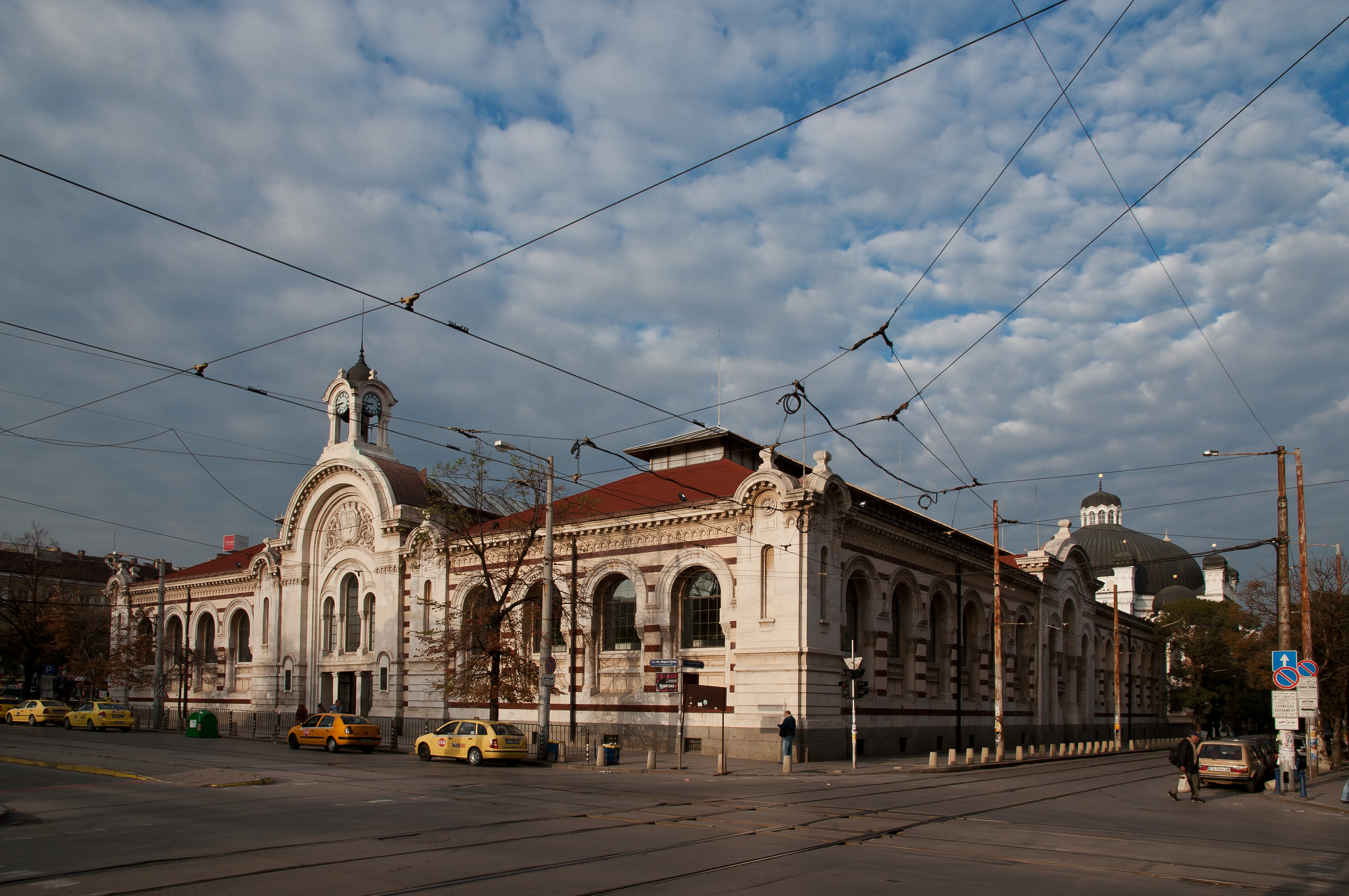
Targ Centralny
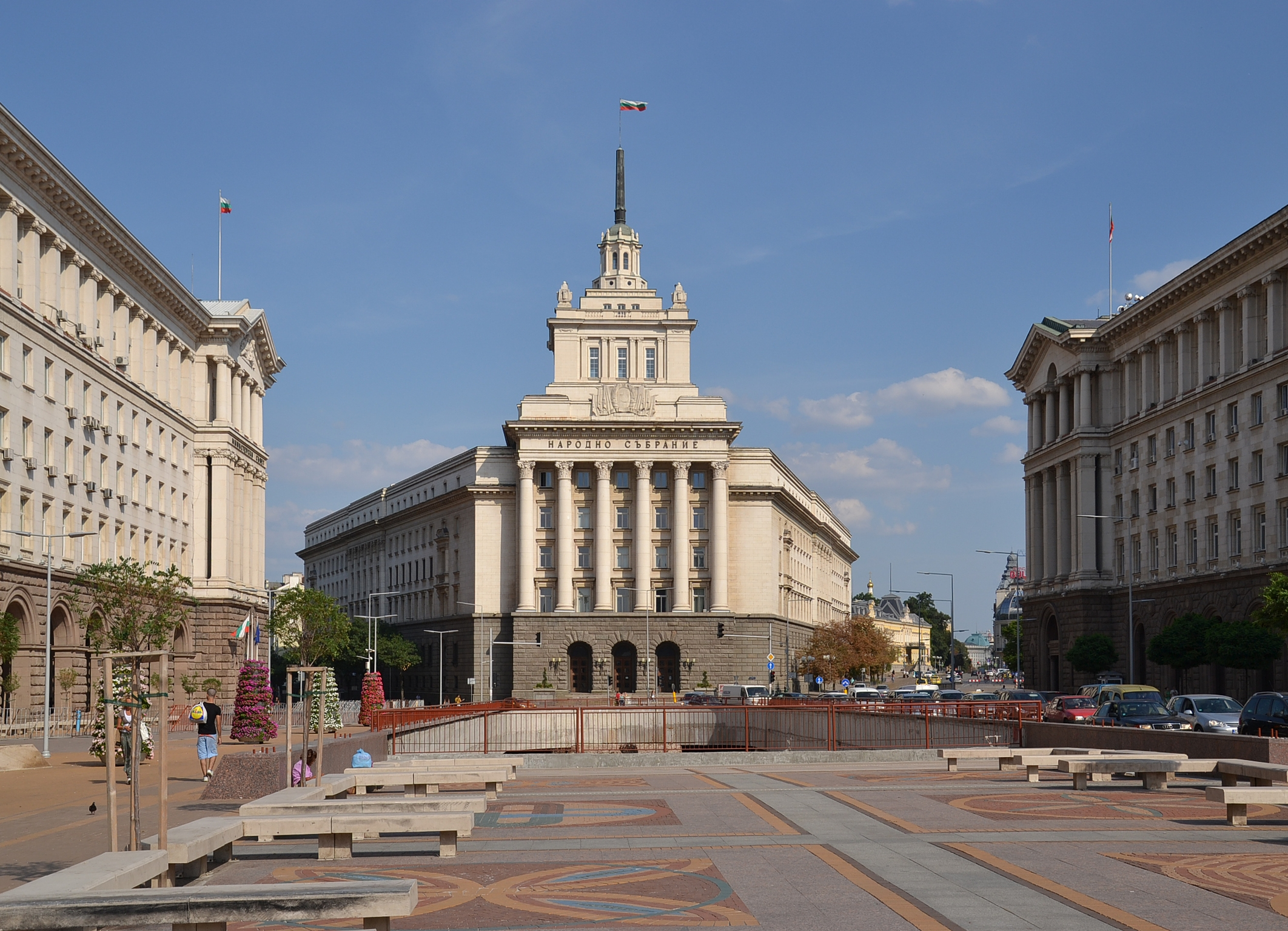
Budynek parlamentu
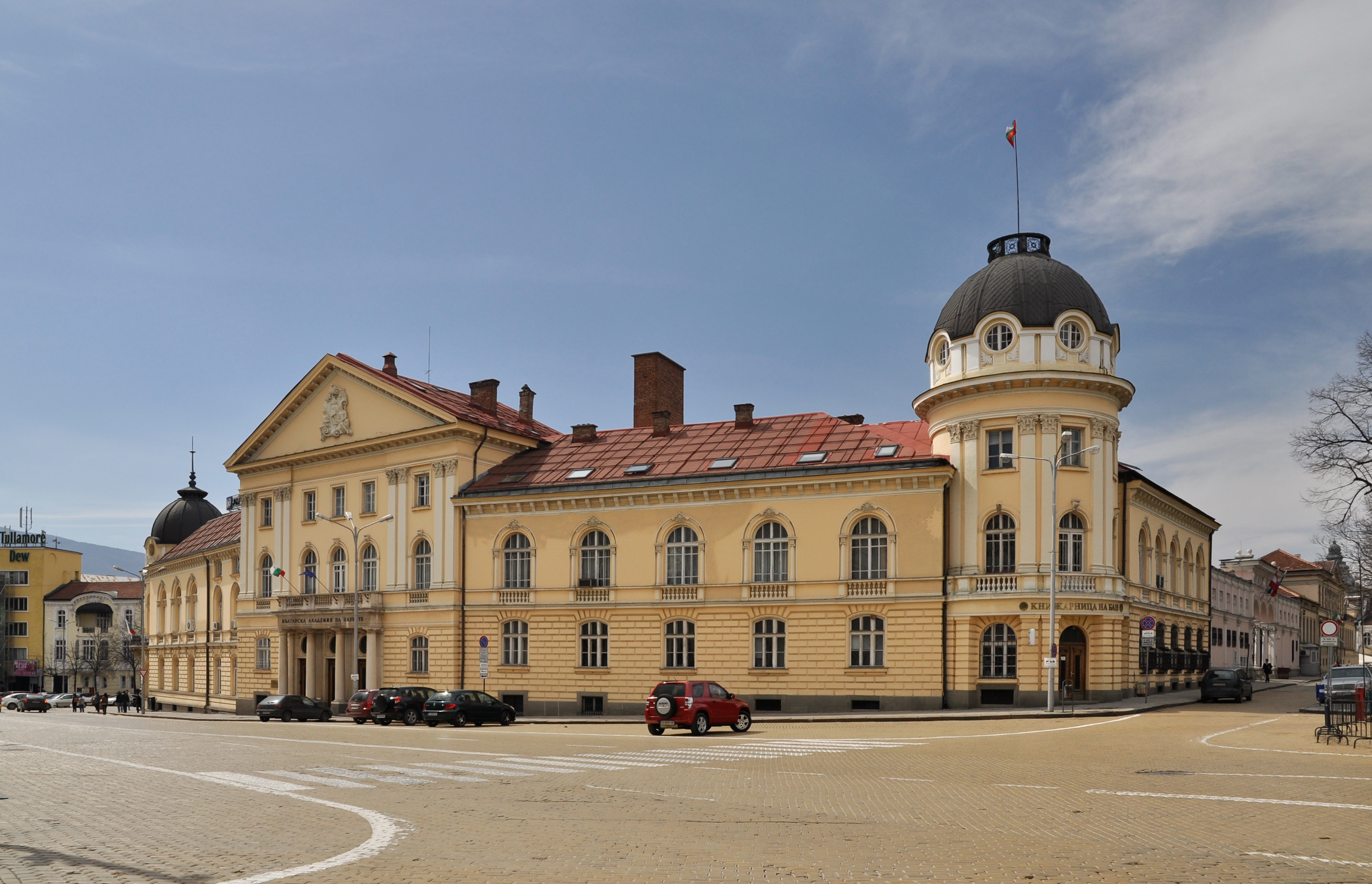
Bułgarska Akademia Nauk
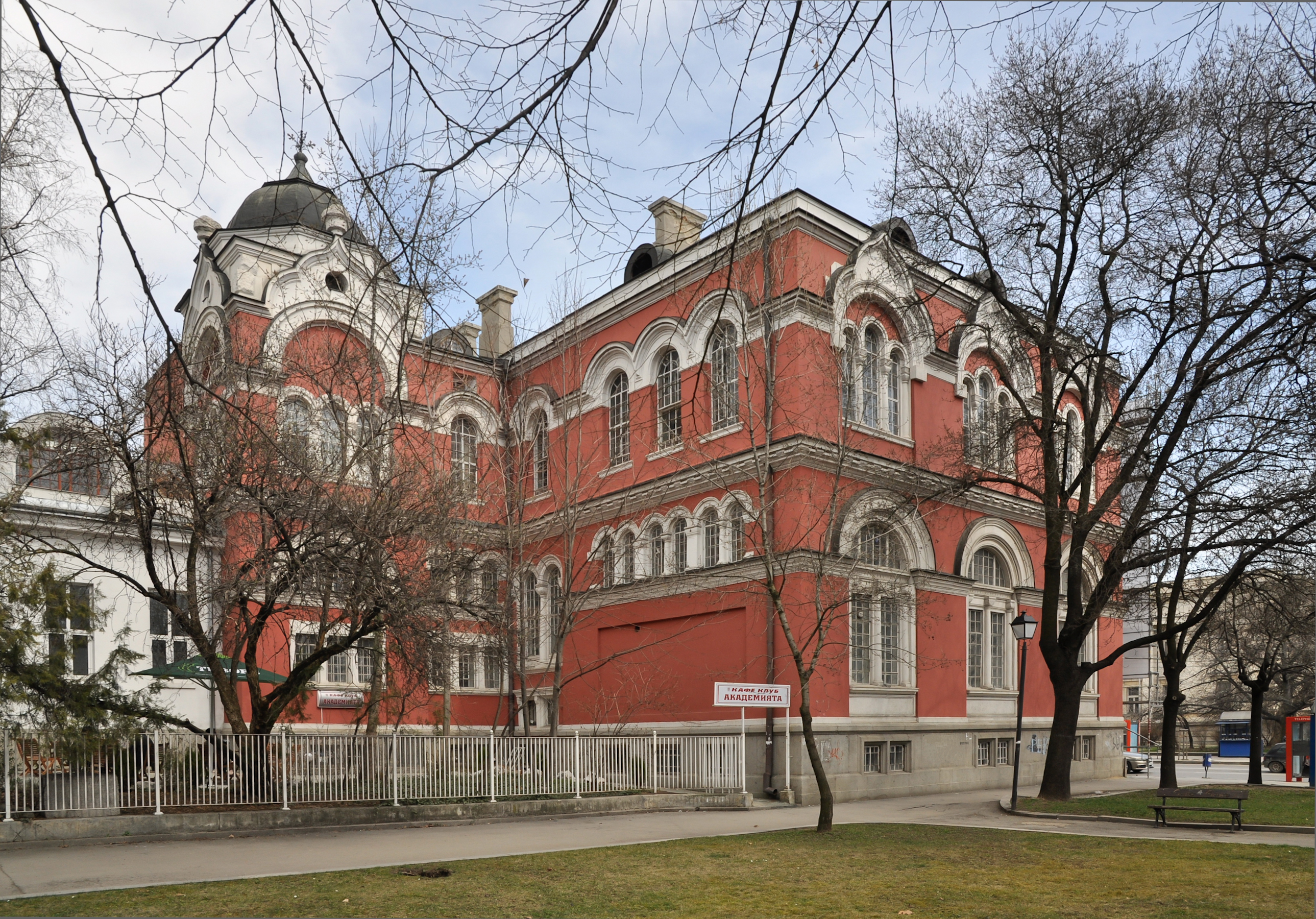
Narodowa Akademia Sztuki
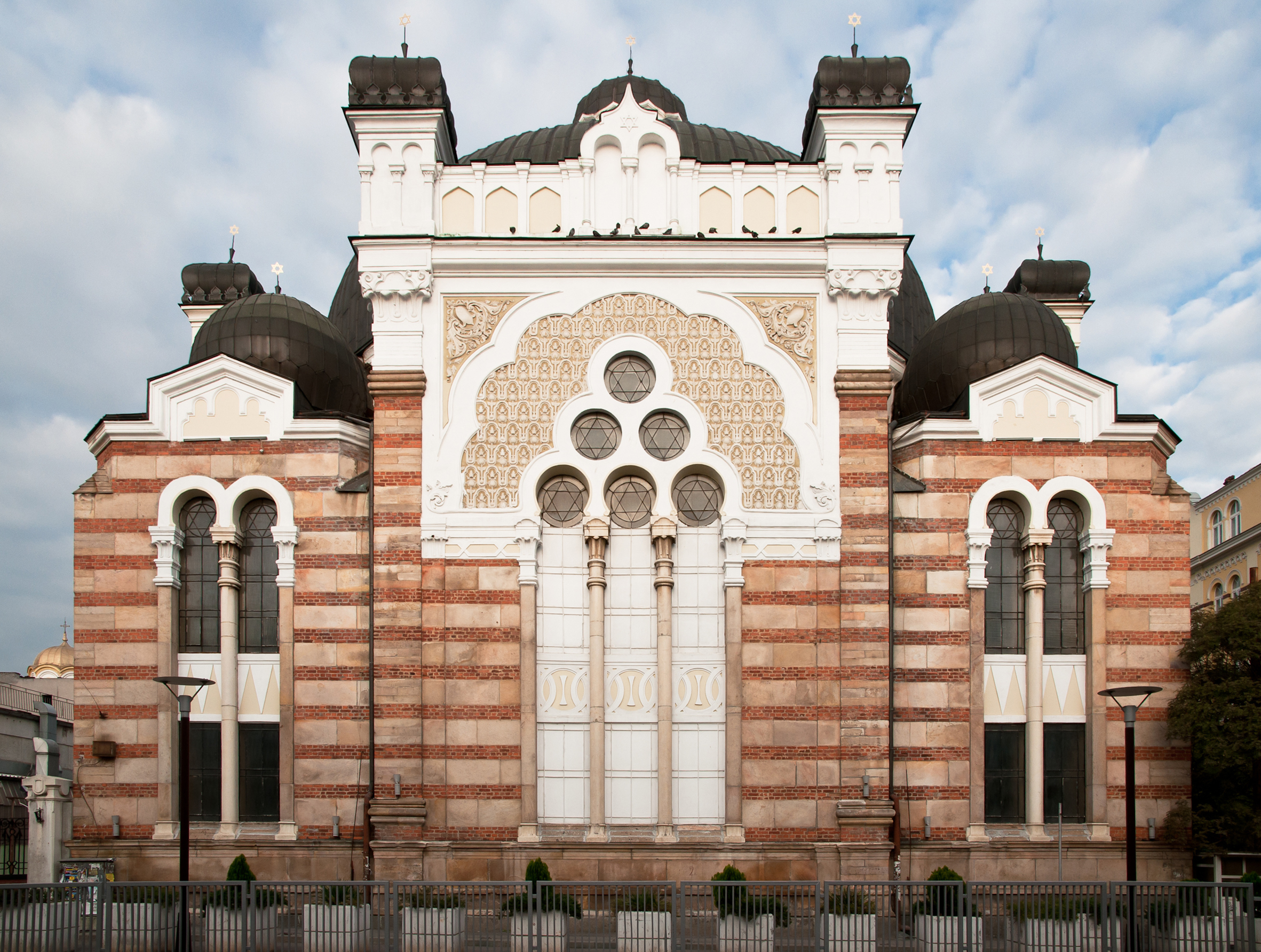
Synagoga
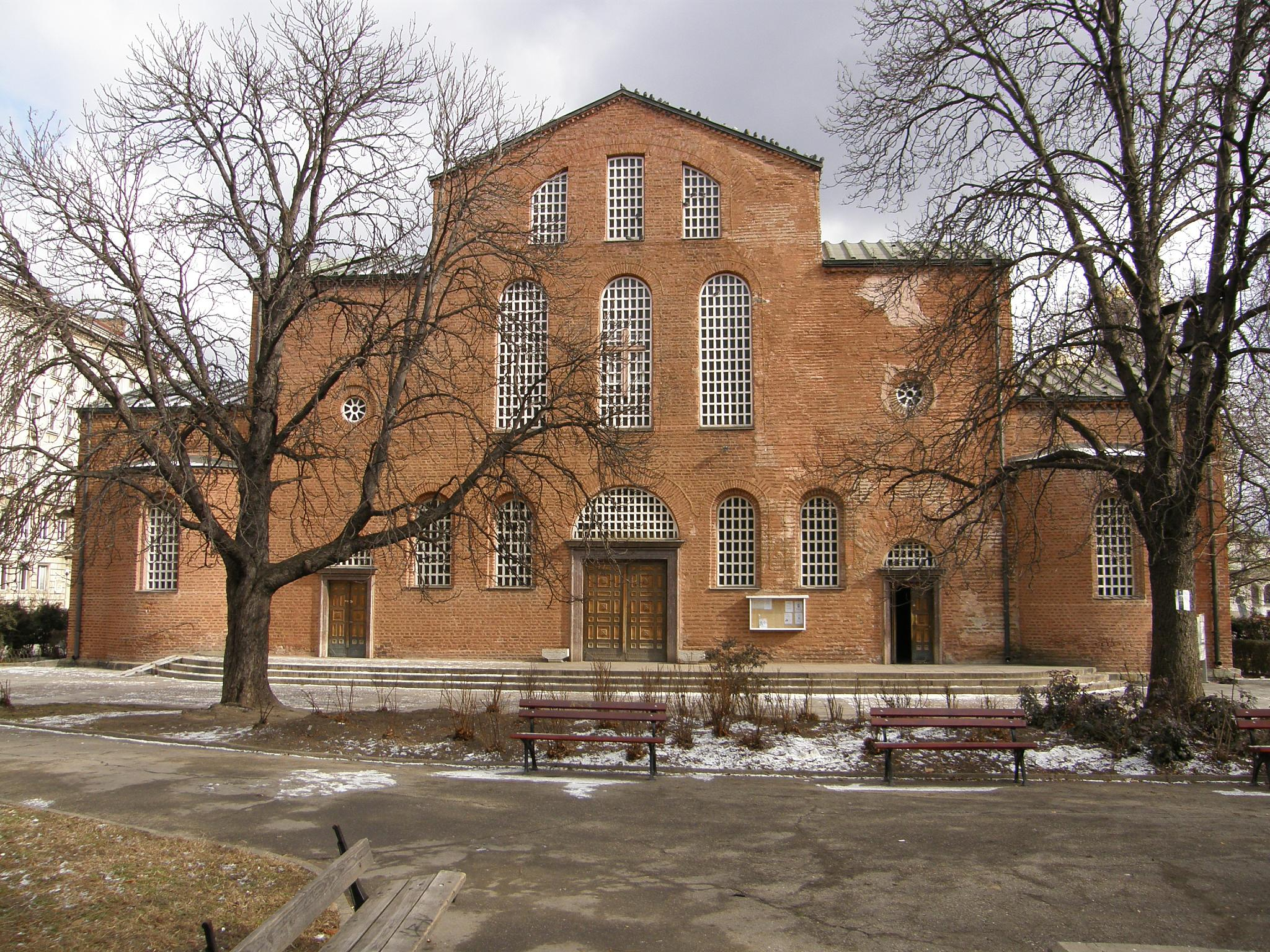
Cerkiew św. Sofii
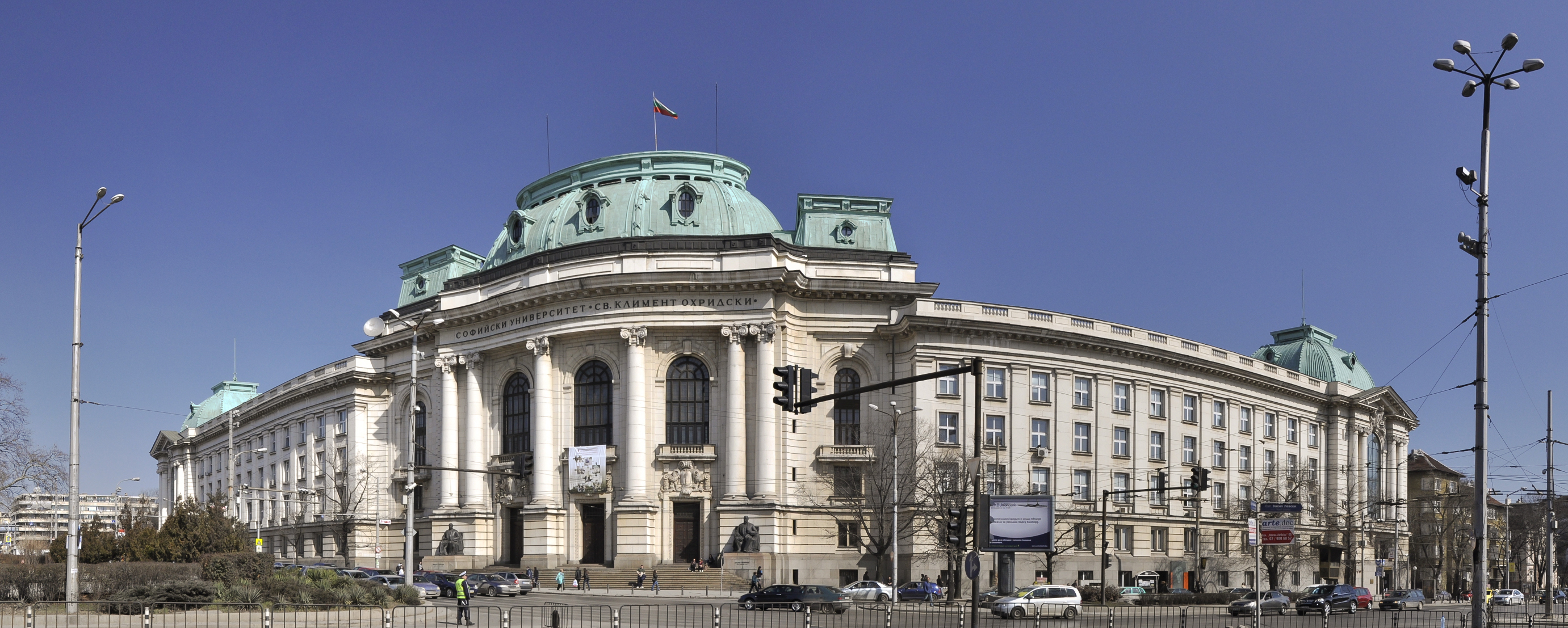
Uniwersytet
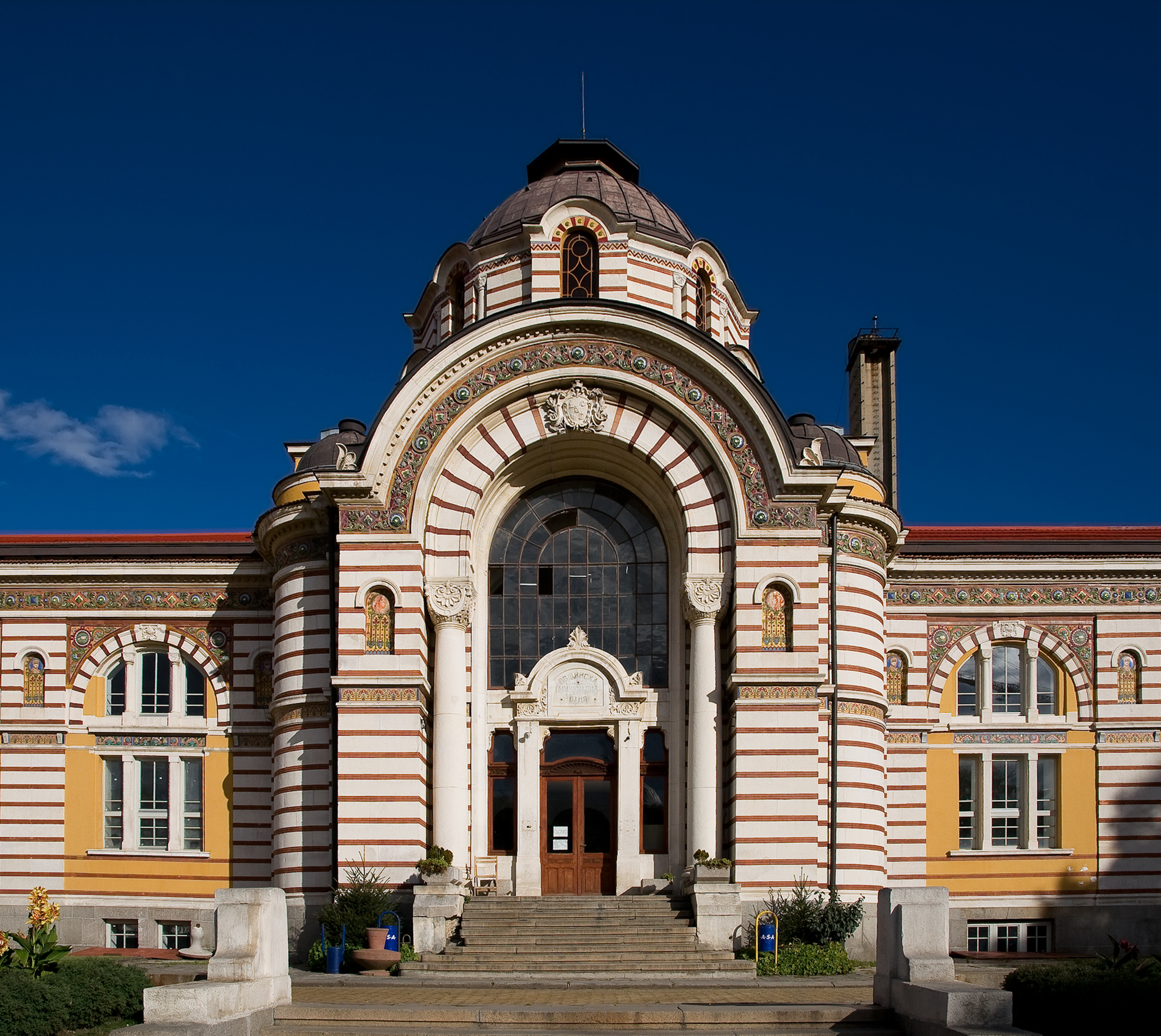
Centralna Łaźnia Mineralna
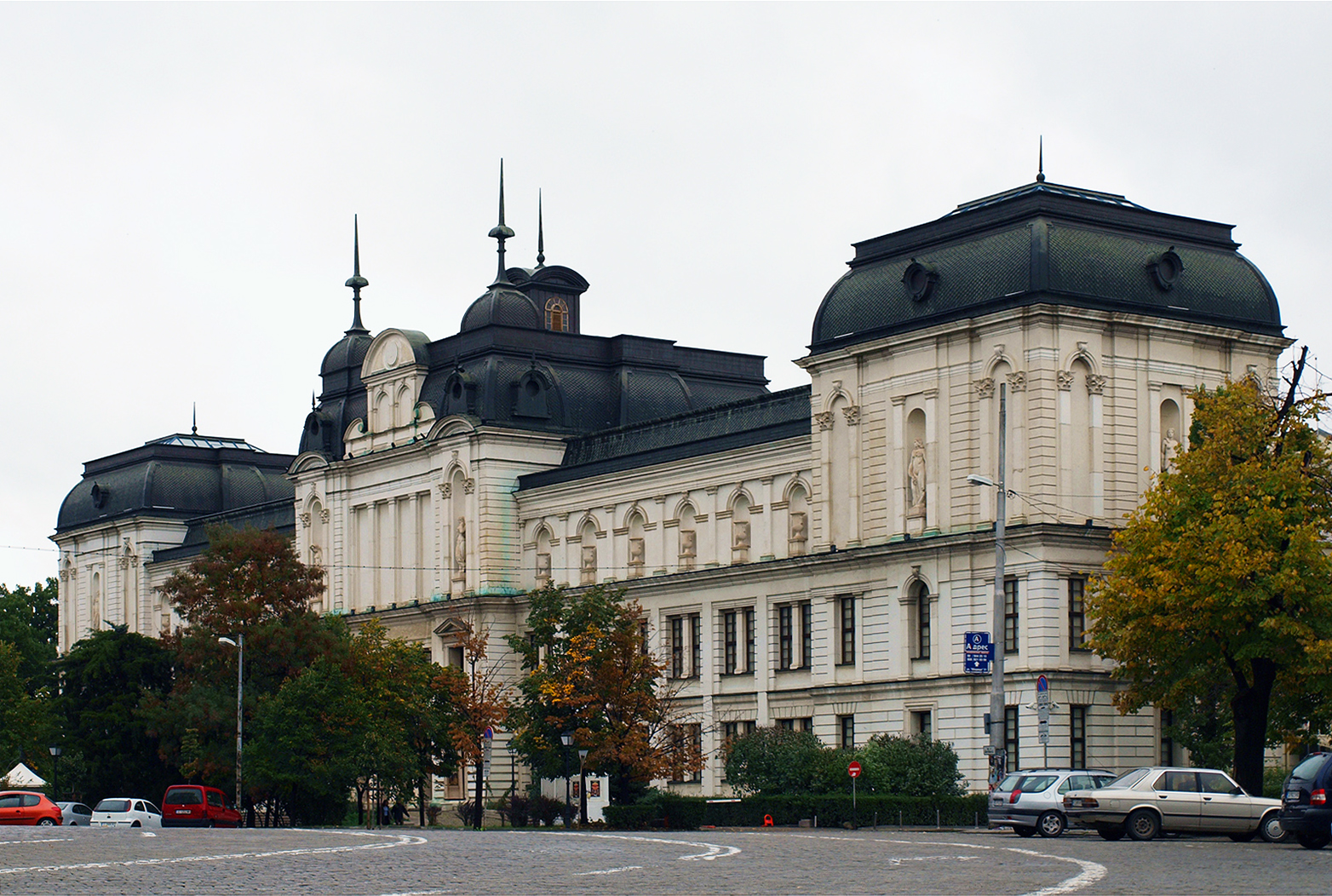
Narodowa Galeria Sztuki Obcej
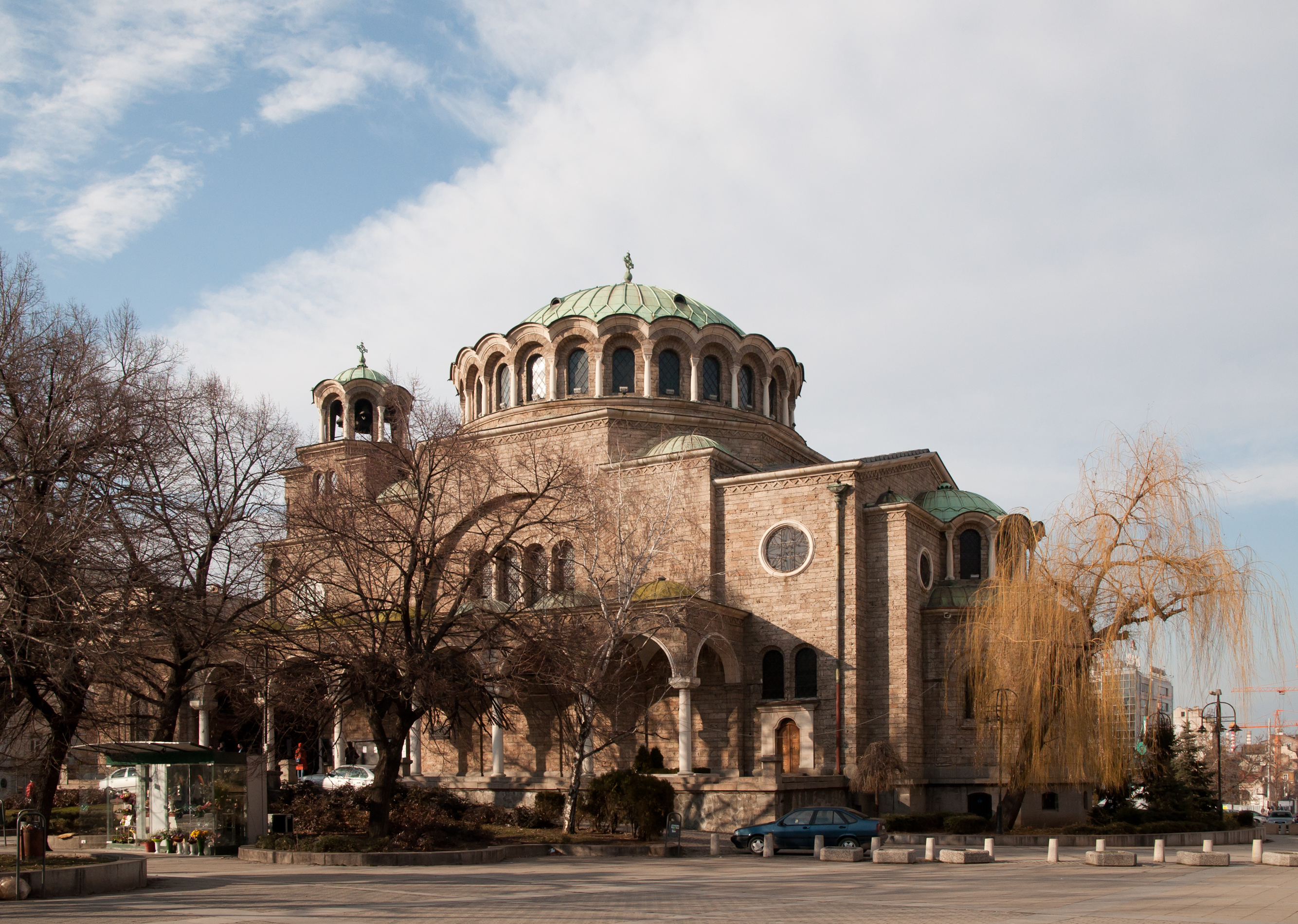
Cerkiew Świętej Niedzieli